# Lago Strobel
El lago Strobel es un gran lago ubicado en la meseta del lago Strobel, que forma parte de la meseta patagónica, en el centro de la provincia de Santa Cruz, en Argentina.
Su nombre recuerda al sacerdote misionero jesuita Matías Strobel, que efectuó su labor en el norte de la Patagonia a mediados del siglo XVIII. Pero también en la Patagonia Austral, en una expedición que comenzó en el año 1745, Strobel junto con otros dos jesuitas, José Cardiel y José Quiroga, desde la Bahía de San Julián se internan 120 kilómetros al oeste, en territorio de la actual provincia de Santa Cruz, convirtiéndose en los primeros exploradores europeos en el interior del continente en esas latitudes de la Patagonia austral. Otros dos lagos cercanos al Strobel recuerdan a aquellos otros dos jesuitas, los lagos Cardiel y Quiroga.
Ubicado en la estepa desértica patagónica, el clima en la región es seco, extremadamente ventoso y muy frío. Sus costas, en parte altas y rocosas, en parte playas con canto rodado, carecen casi por completo de vegetación. No obstante, hay en las orillas alguna vegetación palustre. Sus aguas están pobladas de truchas, las cuales, al no haber sido masivamente pescadas, permiten a sus escasos visitantes cobrar piezas muy numerosas y voluminosas. Existe hoy en día una creciente industria que aprovecha la fauna ictícola del lago, orientada principalmente a turistas internacionales.
Repartidas entre varios propietarios, las tierras que lo rodean son dedicadas a la ganadería ovina; los animales se proveen de agua en el lago. Algunas de las estancias de sus alrededores reciben pescadores y prestan servicios turísticos y alojamiento.
No es sencillo acceder hasta el lago, empezando por la distancia de 115 km a la localidad más cercana, Gobernador Gregores, y el cruce de la "Meseta del Viento", de decenas de kilómetros de largo. Por otro lado, los caminos de la zona no han sido construidos para llegar al lago sino a las estancias, por lo que sólo algunas huellas en mal estado permiten apenas acercarse al mismo.
Hace siglos, este lago pertenecía a la cuenca del río Chico, afluente del río Santa Cruz. Actualmente, su desagüe está seco y es el centro de desagüe de una cuenca endorreica, que concentra aguas de la precordillera patagónica.
El lago tiene también una importante población de aves. En unas pequeñas lagunas cercanas existe la única población de una especie endémica, descubierta a fines del siglo XX: el macá tobiano. En sus orillas existen algunos restos de bosques petrificados, y en la zona se pueden encontrar algunas pinturas y grabados indígenas de gran antigüedad, posiblemente de hasta 9000 años.